# Cinéma malayalam
Le cinéma malayalam, parfois surnommé Mollywood, désigne l'industrie du cinéma indien, basée à Trivandrum, dont les films sont réalisés en malayalam. Les films malayalam mettent typiquement en scène des questions sociales ou familiales, et sont par conséquent plus réalistes que les films issus de Bollywood,.  Le premier film en 3D produit en Inde, My Dear Kuttichathan, a été tourné en malayalam. Le premier film tourné en cinémascope produit en malayalam a été Thacholi Ambu.

## Aspects précurseurs du cinéma malayalam
Les films malayalam visent un public vivant en Inde du Sud, constitué de spectateurs originaires de l'État du Kerala. La population totale des locuteurs malayalam est de l'ordre de 40 millions de personnes, dont on estime que 60 % vont au cinéma. La plupart des films malayalam ont des budgets allant de 1 crore à 10 crores de roupies, soit environ de 0,2 à 1 million d'euros. Les films malayalam sont souvent, en Inde ou au moins en Inde du sud, des précurseurs dans les domaines technique ou thématique. 
Parmi ces films, on compte :
- Marthanda Varma (1933) : le premier drame historique indien, fondé sur la vie de Marthanda Varma,le Maharajah de la principauté de Travancore au milieu du XVIIIe siècle. Marthanda Varma était une adaptation du roman éponyme de C. V. Raman Pillai, en faisant l'une des premières adaptations littéraires en dehors des puranas[3].
- Newspaper boy (1955) : Largement considéré comme le premier film néoréaliste en Inde. Le film tire son inspiration du néoréalisme italien, et sortit quelques mois avant le film Pather Panchali de Satyajit Ray, un autre film néoréaliste[3].
- Thacholi Ambu (1978) : premier film en cinémascope en Inde du Sud[4].
- Padayottam (1982): Premier film indien produit localement en 70 mm[5].
- My Dear Kuttichathan (1984) : Premier film indien en 3-D[6].
- Amma Ariyan (1986) : Premier — et peut-être seul film — réalisé en Inde avec des fonds collectés auprès du public. Le film a été produit par Odessa Collective, fondé par le réalisateur de film John Abraham et quelques amis. Les fonds ont été levés en recevant des donations et en projetant le film de Charlie Chaplin, Le Kid[7].
- O'Faby (1993): Premier film indien hybride live action/animation[8].

## Personnalités notables

### Réalisateurs
Ramu Karyat, K S Sethumadhavan, G Aravindan, Adoor Gopalakrishnan, Bharathan, Padmarajan, J. C. Daniel, Hariharan, K G George, Priyadarshan, I V Sasi, John Abraham, Fazil, Joshy, Bhadran, P G Viswambharan, Kamal[Lequel ?], Sibi Malayil, K Madhu, Siddique-Lal, Shaji N Karun, Lenin Rajendran, Shyama Prasad, Jayaraj, Blessy, Lal Jose, R Sharath, Renjith, Roshan Andrews, Amal Neerad, Aashiq Abu et Vineeth Sreenivasan sont les réalisateurs plus connus.

### Acteurs
Jose Pellissery, Thilakan

## Films marquants
- Nagaravadhu (2001)